# GOLDEN☆BEST パール兄弟
『GOLDEN☆BEST パール兄弟』（ゴールデンベスト パールきょうだい）は、パール兄弟のベスト・アルバム。2004年9月8日、ユニバーサルミュージック・ジャパンから発売された。

## 概要
ゴールデン☆ベストシリーズのひとつとしてリリースされた。

## 収録曲
1. バカヤロウは愛の言葉
2. ○｡○○○娘
3. 鉄カブトの女
4. ケンタッキーの白い女
5. 風にさようなら
6. 世界はゴーネクスト
7. ヨーコ分解
8. Zoo-Zoo-Zoo
9. 青いキングダム
10. 地上げ屋ストンプ
11. ゴム男 (未発表Live Version）
12. タンポポの微笑み
13. サーフィンTokyo
14. 色以下
15. PANPAKAクルージング
16. 六本木島
17. プルプル通り (Konishi Remix)